# فرط التنسج العصبي الصماوي
فرط التنسج العصبي الصماوي هو حالة رئوية نادرة غير مفهومة بشكل جيد متميزة بنمو شاذ للخلايا العصبية الصماوية الرئوية في الرئتين. يمثل فرط التنسج العصبي الصماوي إحدى الحالات المرضية غير المترقية التي تصيب النسج الخلالية في الرئتين. قبل اكتشاف حدوث فرط التنسج في الخلايا العصبية الصماوية، عُرفت هذه الحالة باسم تسرع التنفس الطفلي، إذ يتخلص معظم الأطفال من حاجتهم إلى الأكسجين التكميلي في غضون سنتين إلى سبع سنوات من عمرهم. تتميز هذه الحالة بحدوث تسرع التنفس، ونقص تأكسج الدم والتنفس الجهدي. تُشخص هذه الحالة نموذجيًا لدى الرضع والأطفال ممن تقل أعمارهم عن سنة واحدة. لا يوجد في الوقت الحالي علاج مثبت، إذ يتلقى الرضع والأطفال الأكسجين التكميلي حتى التخلص التام من حاجتهم إليه مع التقدم في العمر؛ نظرًا إلى عدم تضاعف الخلايا العصبية الصماوية أو تزايد حجمها مع نمو الرئتين. يساهم هذا في تخفيف تأثير المرض على وظيفة الرئتين مع تقدم الطفل في العمر، على الرغم من استمراره في امتلاك الكمية نفسها من الخلايا العصبية الصماوية التي وُلدت معه.

## العلامات والأعراض
قد لا يختبر الأفراد المشخصون بهذه الحالة أي أعراض واضحة، وقد يظهرون حالة من ضيق النفس أو الأزيز. يظهر الرضع والأطفال أعراض التنفس الثقيل بمعدل أكبر من 20 نفس في الدقيقة. تنخفض مستويات الأكسجين نتيجة نقص تأكسج الدم، وتوضح صور الأشعة السينية للصدر علامات الإصابة بذات الرئة. يتظاهر فرط التنسج العصبي الصماوي بشكل نموذجي لدى الرضع الأصحاء خلال الأشهر الأولى حتى السنة من حياتهم. تترافق الحالات الشديدة بخطر الإصابة بتلف دائم في الرئتين والموت الناجم عن تسرع التنفس الشديد.
- تسرع التنفس
- نقص تأكسج الدم
- الانقباضات
- فرقعة (في الرئتين)
- عدم تحمل التمرين

## العوامل المسببة
لا يوجد سبب واحد للإصابة بفرط التنسج العصبي الصماوي، لكن تشمل الأسباب المعروفة الزيادة السريعة في الخلايا الصماوية الرئوية داخل الرئتين لدى الأطفال دون السنتين من العمر. عادة ما يُلاحظ حدوث زيادة في الخلايا الصماوية الرئوية لدى البالغين الذي يمتلكون تاريخًا من التدخين، أو داء الانسداد الرئوي المزمن (سي أو بّي دي) أو التليف الكيسي. قد يظهر الأطفال دون سن السنتين علامات المرض الرئوي الخلالي ومن المحتمل تشخيصهم بفرط التنسج العصبي الصماوي بعد الترقي الشديد للمرض.

## الآلية
يمثل فرط التنسج العصبي الصماوي إحدى الحالات النادرة بين أمراض الرئة الخلالية في الطفولة (سي إتش آي إل دي). يمكن تحديد هذه الحالة بوصفها فرط نمو في الخلايا الصماوية الرئوية داخل الرئتين. تتلقى هذه الخلايا الإشارات من العصبونات من أجل إنتاج الهرمونات. مع الزيادة السريعة في «بّي إن سي» (الخلايا الصماوية الرئوية)، تبدأ تأثيرات المرض على المجاري الهوائية لدى الأطفال في الظهور. علاوة على ذلك، قد تُعتبر هذه الحالة سابقة للإصابة بالأورام السرطانية الرئوية.

## العلاج
لا يوجد إجماع على علاج محدد لفرط التنسج العصبي الصماوي، ويتكون تدبير المرض عمومًا من الرعاية الداعمة: الأكسجين التكميلي من أجل نقص تأكسج الدم المزمن، والتغذية الكافية، والتمنيع اللازم، وتجنب الملوثات البيئية وعلاج حالات العدوى المتكررة. لا توجد أي طرق مثبتة الفعالية حتى الآن في التخفيف من أعراض فرط التنسج العصبي الصماوي لدى الرضع. يجب مراعاة الرعاية الداعمة والتغذية الكافية من أجل تحسين جودة الحياة نظرًا إلى عدم إمكانية علاج غالبية حالات فرط التنسج العصبي الصماوي.